# Resistència elèctrica (component)

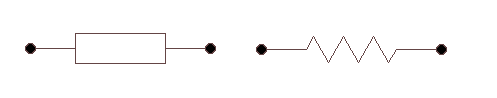
Símbols utilitzats per indicar una resistència elèctrica. A l'esquerra, símbol més utilitzat a Europa (ICE). A la dreta, símbol més utilitzat als Estats Units.

La resistència elèctrica o resistor és un component electrònic de dos terminals que ofereix resistència coneguda, predeterminada i estable al pas del corrent elèctric, d'acord amb la Llei d'Ohm.
{\displaystyle R={\frac {V}{P}}}
Una resistència ideal és un component amb una resistència elèctrica que roman constant malgrat el voltatge aplicat o el flux de corrent que recorre aquest dispositiu. Encara que en el món real les resistències no poden atansar aquest objectiu perfecte, són dissenyades per oferir poca variació de la resistència elèctrica quan són sotmeses a canvis de temperatura o altres factors ambientals. Les resistències són un component molt habitual a qualsevol circuit elèctric i, per tant, en trobem a gairebé tots els aparells electrònics. Els resistors poden estar fets de diferents substàncies, però també de fil metàl·lic especial, com l'aliatge de níquel-crom, amb un gran resistència elèctrica.

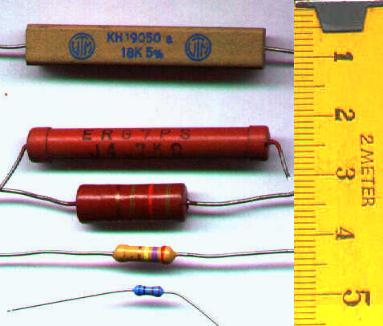
Diferents resistències

## Mesura
La magnitud definitòria és la resistència al pas de corrent elèctric, que és una proporció entre voltatge i corrent i es mesura en ohms (símbol Ω), una unitat del Sistema Internacional d'Unitats. Un component que té una resistència d'1 ohm al qual s'aplica un voltatge d'1 volt, és recorregut per un corrent d'1 ampere. Açò és equivalent al flux d'un coulomb de càrrega elèctrica (aproximadament 6.241506 × 1018) per segon en direcció contrària. Per tal de mesurar la resistència al corrent s'utilitza un òhmmetre, potser com a part d'un polímetre.

## Resistència ideal

Comportament d'una resistència ideal.

A la teoria de circuits la resistència és un component ideal que respon linealment a la llei d'Ohm, les resistències no lineals són essencials per fer, per exemple, els oscil·ladors electrònics. En el món real, les resistències són dispositius amb diferents formes, amb característiques i límits operacionals molt específics. La resistència ideal és un bipol passiu que manté un resistència elèctrica constant independentment dels valors presos per la tensió i el corrent. La seva equació característica segueix la llei d'Ohm i és:
{\displaystyle V={R\cdot I}}
o:
{\displaystyle I={G\cdot V}}
on G és la conductància elèctrica.
Aquestes dues fórmules són elegides en funció de si es considera com un paràmetre la resistència o la conductància. El seu comportament seria el d'una línia recta que passa a través de l'origen dels eixos, amb un pendent que depèn del valor de la resistència.
Aquest tipus de bipol s'aproxima el comportament d'una resistència real, si es pot prescindir de les variacions produïdes en la resistència a causa de la temperatura o altres causes.
La potència absorbida per la resistència vindrà donada per:
{\displaystyle P={V\cdot I}={R\cdot I^{2}}={\frac {V^{2}}{R}}={G\cdot V^{2}}}

## Teoria de funcionament

### La llei d'Ohm
El comportament d'una resistència ideal vindrà donat per la relació que establix la llei d'Ohm:
{\displaystyle V=IR}
Aquesta llei estableix que el voltatge (V) entre els extrems d'un resistor és proporcional al corrent elèctric (I) que passa al seu través i on la constant de proporcionalitat és la resistència (R) que el resistor oposa al pas del corrent.

### Resistències en sèrie i en paral·lel
Les resistències en un circuit en paral·lel tenen totes la mateixa diferència de potencial (voltatge). Donat un circuit
podem calcular la resistència total del circuit (Req):
{\displaystyle {\frac {1}{R_{\mathrm {eq} }}}={\frac {1}{R_{1}}}+{\frac {1}{R_{2}}}+\cdots +{\frac {1}{R_{n}}}}
El corrent que passa a través de les resistències connectades en sèrie és el mateix a totes, però el voltatge és diferent a cada element. La suma de les diferències de potencial als extrems de cada resistor és igual al voltatge total que hi ha entre els extrems del circuit. Donat un circuit en sèrie
podem calcular la resistència:
{\displaystyle R_{\mathrm {eq} }=R_{1}+R_{2}+\cdots +R_{n}}
Si tenim un circuit on es combinen resistències en sèrie i en paral·lel és possible subdividir-lo en parts més petites que siguin o d'un tipus o de l'altre. Donat el circuit
podem calcular la resistència total:
{\displaystyle R_{\mathrm {eq} }=\left(R_{1}\|R_{2}\right)+R_{3}={R_{1}R_{2} \over R_{1}+R_{2}}+R_{3}}
Tot i que hi ha circuits que no poden ser subdividits d'aquesta manera, a la pràctica es pot considerar que qualsevol valor no estàndard de resistència pot ser obtingut per mitjà de la combinació del valors estàndard en sèrie o en paral·lel.

### Potència dissipada

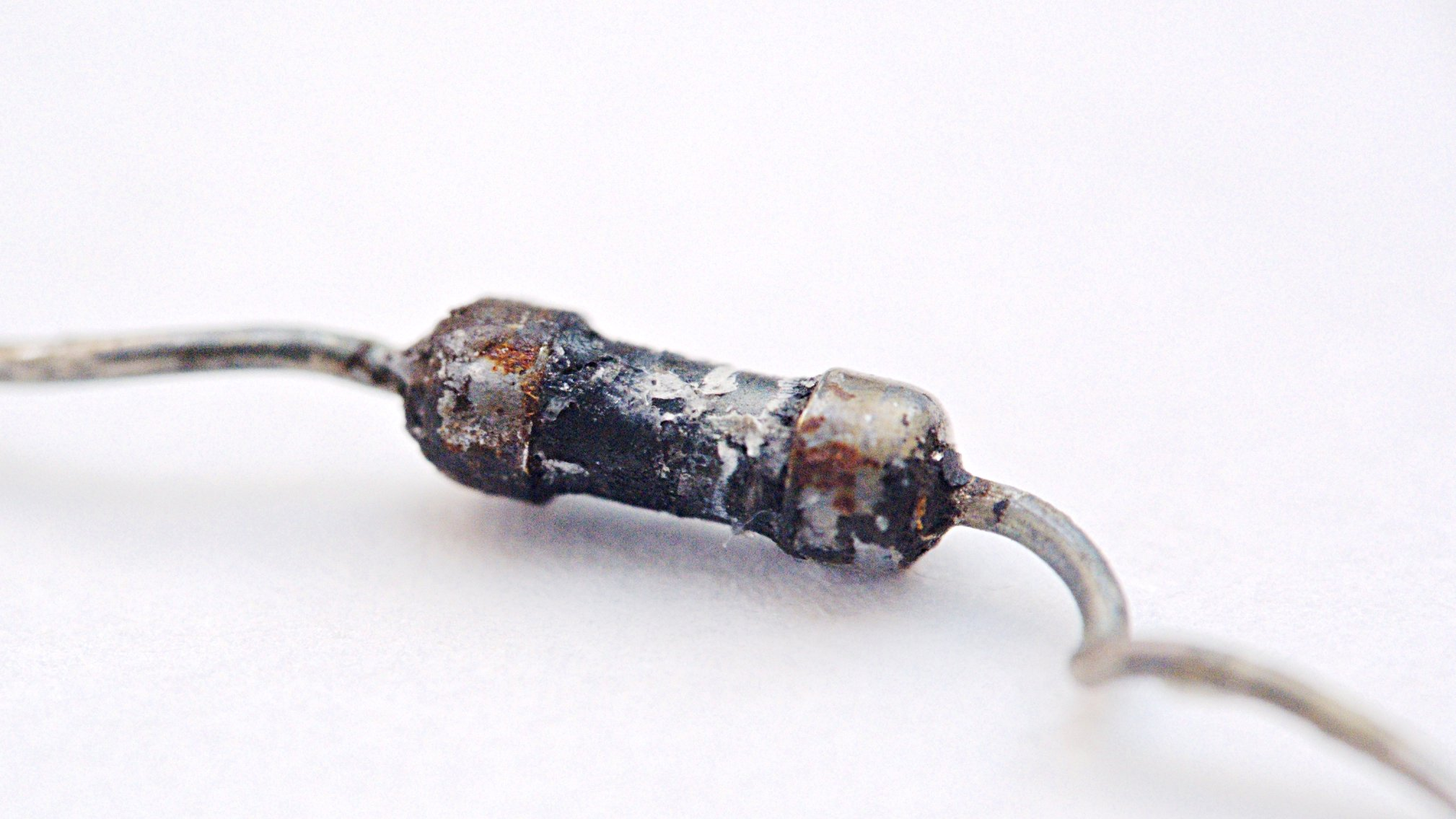
Una resistència cremada.

La potència dissipada per una resistència (o la resistència equivalent d'un circuit amb resistències) es calcula de la manera següent:
{\displaystyle P=I^{2}R=IV={\frac {V^{2}}{R}}}
Les tres equacions són equivalents. La primera deriva de l'efecte Joule, les altres dues de la llei d'Ohm.
La quantitat total d'energia alliberada en forma de calor és la integral de l'energia respecte del temps:
{\displaystyle W=\int _{t_{1}}^{t_{2}}v(t)i(t)\,dt.}
Si la potència dissipada és més gran de la que pot suportar la resistència pot arribar a malmetre-la per sobreescalfament. L'excés de dissipació pot fer pujar la temperatura fins a un punt que pugui arribara cremar la resistència i fins i tot causar un foc que afecti els materials i components adjacents. Hi ha resistències que obren el circuit quan arriben a un cert nivell de temperatura per prevenir possibles incendis.
Cal fer notar que la potència nominal d'una resistència no és el mateix que la potència que pot dissipar de manera segura en la pràctica. La circulació de l'aire i la proximitat a la placa del circuit, la temperatura ambient, i altres factors poden reduir la dissipació de manera significativa. La potència nominal de dissipació pot ser donada per una temperatura ambient de 25 °C a l'aire lliure. Dins de la caixa d'un equip a 60 °C, la dissipació serà significativament menor, si es dissipa una mica menys de la xifra màxima indicada pel fabricant, podem encara estar fora de la zona d'operació segura, i abocats a la falla prematura del component.

## Els resistors reals

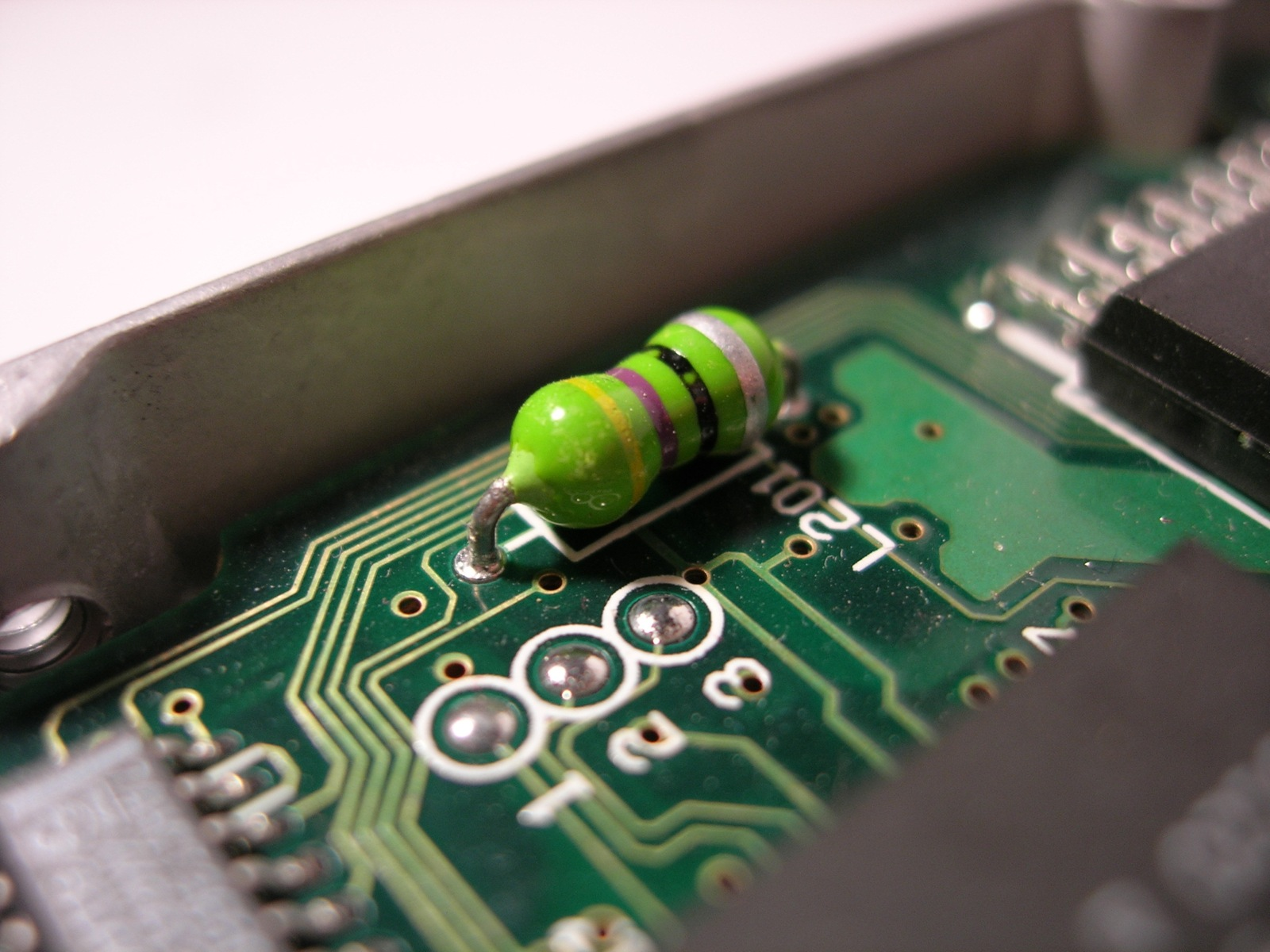
Una resistència axial a un circuit.

Les resistors reals es caracteritzen pel valor de la resistència elèctrica, expressada en Ohm (Ω), i per la potència màxima (energia per unitat de temps) que poden dissipar sense destruir-se, expressada en watts (W). De vegades, però molt poques, en lloc del valor de la resistència, s'indica el de la conductància (la inversa de la resistència). Per a moltes aplicacions civils i industrials, en comptes del valor de la resistència, el que s'indica és la tensió típica de funcionament, expressada en volts (V).
Tant en el camp civil com en l'industrial, la principal aplicació dels resistors és la producció de calor a partir de l'electricitat per efecte Joule. Hi ha molts usos que podem identificar en el camp dels electrodomèstics, com les cuines d'inducció, la planxa, els bullidors d'aigua, l'assecador de cabells (per escalfar l'aire), la rentadora o el rentaplats (per escalfar l'aigua), etc. Una planxa normalment té una resistència d'una potència d'1 kW. Resistors de potència molt més gran són utilitzats en els forns industrials o en els circuits de control de vehicles elèctrics com les locomotores dels trens elèctrics per dissipar l'excés d'energia, tot i que per a aquest tipus d'ús comencen a ser substituïts en gran part per circuits electrònics de regulació que són més eficients.
Aquests resistors, anomenats de potència són típicament fets amb un enrotllament de fil d'aliatges metàl·lics a base de ferro, crom, tungstè o altres materials, un aliatge molt utilitzat és el constantà (55% de coure i 45% de níquel). Per evitar, en part, que aquest tipus de resistències de fil conductor es comportin com un inductor (tot i ser un enrotllament de fil conductor es vol aconseguir un comportament purament resistiu i evitar la generació d'interferències electromagnètiques) l'enrotllament es fa seguint dues espirals oposades amb la idea que les respectives inductàncies s'anul·lin, aquesta construcció rep el nom d'Ayrton-Perry.
Un altre gran camp d'utilització del resistors són els circuits electrònics, per als que es produeixen en una gran varietat de formes i valors de resistència (des de fraccions d'ohm fins a diversos centenars de megaohms) i de potència (des d'uns pocs mil·liwatts fins a centenars de watts). Les resistències s'usen com a part dels circuits elèctriques i electrònics, fonamentalment s'utilitzen amb tres finalitats:
- Per generar voltatges de referència o reduir el rang de variació d'un voltatge, com en el cas dels divisors de tensió
- Per limitar el corrent que circula per una malla, com en el cas dels circuits amb díodes LED on hem de limitar el corrent al valor indicat pel fabricant.
- Com a element protector altres components més cars.

A la taula següent hi ha un seguit de paràmetres que determinen les característiques funcionals de les resistències que són al mercat:
| Paràmetre                     | Descripció |
| ----------------------------- | --- |
| Tolerància                    | Màxima desviació respecte dels valors nominals especificats pel fabricant. S'expressa en %. |
| Coeficient tèrmic             | Màxima variació de la resistència nominal en funció de la temperatura. S'acostuma a expressar en parts per milió per grau, el grau pot ser kelvin o celsius atès que la magnitud és equivalent, així podem trobar ppm/K o ppm/°C. També es pot trobar expressat en percentatge per grau (%/K, %/°C).                                              |
| Dissipació de potència        | Màxima potència que pot dissipar a temperatura ambient una resistència sense que se'n malmeti ni se'n alteri la resistència. |
| Coeficient de tensió          | Expressa la variació de la resistència nominal a conseqüència de l'aplicació d'altes diferències de potencial. Depèn del material utilitzat a la construcció de la resistència i és difícil de mesurar, s'acostuma a expressar en parts per milió per volt (ppm/V) i també en percentatge per volt (%/V).                                         |
| Tensió de treball màxima      | Màxima tensió que pot ser aplicada a una resistència, depèn del material utilitzat per fabricar-la. |
| Soroll                        | Es denomina soroll a qualsevol tensió no desitjada que es genera a l'interior de la resistència. Es coneix amb el nom de soroll tèrmic o soroll de Johnson-Nyquist i és produït per l'agitació dels portadors de càrrega, els electrons dintre del conductor. També pot haver-hi un altre tipus de soroll que depèn de la freqüència del corrent. |
| Temperatura màxima de treball | Màxima temperatura possible a la que es manté el valor de la resistència nominal, tenint en compte la temperatura ambient i la calor produïda pel funcionament del dispositiu. Si no hagués dissipació la màxima temperatura ambient possible seria la temperatura màxima de treball.                                                             |
| Freqüència de treball         | Freqüència màxima que pot suportar una resistència. |

## Tipus de resistors

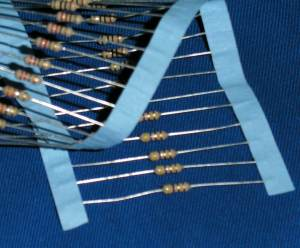
Tira de resistències

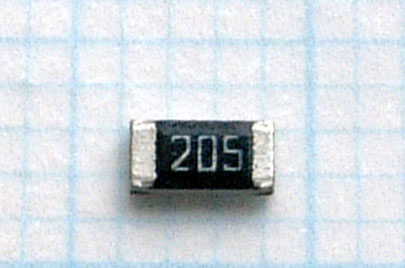
Resistència per a muntatge superficial, la quadrícula blava és d'1 mm.

Les resistències poden ser fixes o variables. Les resistències variables també tenen denominacions específiques com per exemple potenciòmetres o reòstats i permeten alterar la resistència del dispositiu mitjançant el gir d'una roda o lliscant un control. També hi ha altres resistències variables especials com per exemple el fotoresistor o LDR que varia la resistència elèctrica en funció de la llum que rep, o també el termistor que varia en funció de la temperatura.
Algunes resistències són llargues i primes, amb el vertader material resistiu en el centre, i una pota de metall conductor a cada extrem. Aquest encapsulat s'anomena axial. La foto de la dreta mostra una filera de resistències (axials) d'ús general en una tira. Les resistències que es fan servir als ordinadors i a altres dispositius són generalment més menudes, sovint amb encapsulat per a muntatge superficial (tecnologia de muntatge superficial) sense patilles. Les resistències de major potència venen en encapsulats de major solidesa dissenyats per dissipar la calor eficientment, però totes tenen bàsicament la mateixa estructura.

### Resistors de resistència fixa
Aquests tenen una resistència que ha estat fixada pel fabricant i no pot ser modificada.

#### Resistor de composició de carbó
Els resistors de composició de carbó consisteixen en un cilindre sòlid amb terminals de fil metàl·lic incrustats o tapes de metall a les hi ha els terminals soldats. El cos del resistor està protegit amb pintura o plàstic. A inicis del segle xx presentaven el cos sense aïllar, els terminals eren enrotllats al voltant dels extrems del cilindre de la resistència i soldats. El resistor era pintat amb la codificació de color del seu valor.
L'element resistiu està fet d'una barreja d'un material conductor, habitualment carbó o grafit en pols, i un material aïllant (generalment de ceràmica) també en pols i una resina orgànica que fa d'aglomerant de la barreja. La resistència vindrà determinada per la relació entre el material de farciment (la pols de ceràmica) i el carbó. Com més gran sigui la concentració de carbó, un conductor feble, menor serà la resistència. Els resistors de composició de carbó van ser d'utilització corrent als anys 60 i anteriors, però avui dia no són d'ús tan general atès que han aparegut altres tipus que tenen unes millors especificacions, com la tolerància, la dependència de la tensió i l'estrès (els resistors de composició de carbó poden canviar de valor quan són estressats amb sobretensions). D'altra banda, si el contingut d'humitat intern (per exposició durant algun temps a un entorn humit) és significatiu, la calor que es produirà en soldar el component provocarà un canvi irreversible del valor de la resistència. Si no eren sotmesos a sobretensions ni a escalfament eren molt fiables. Aquest tipus de resistor encara es pot trobar al mercat, però en comparació amb d'altres tipus, és força costós. Els valors oscil·len entre fraccions d'ohm fins a 22 megaohms.

#### Resistor de pel·lícula de carbó

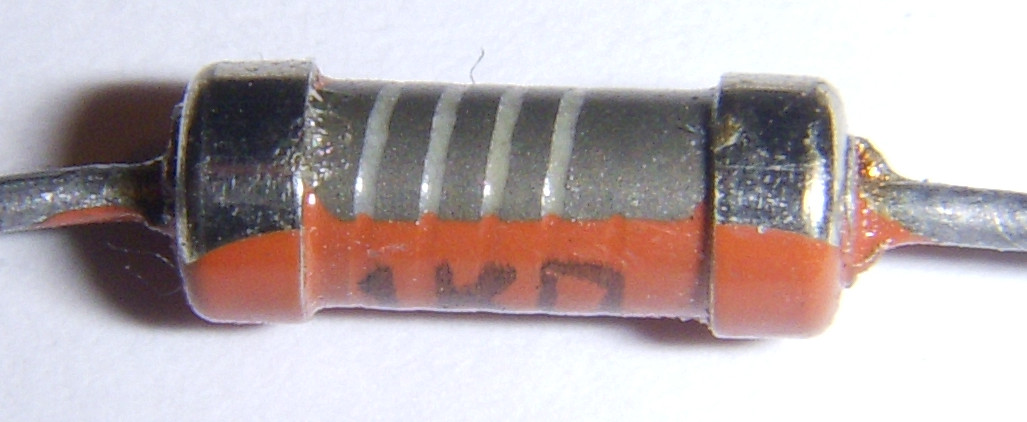
Un resistor de pel·lícula de carbó amb un error de fabricació que deixa veure l'hèlix gravada per allargar el recorregut del corrent i ajustar el valor de la seva resistència.

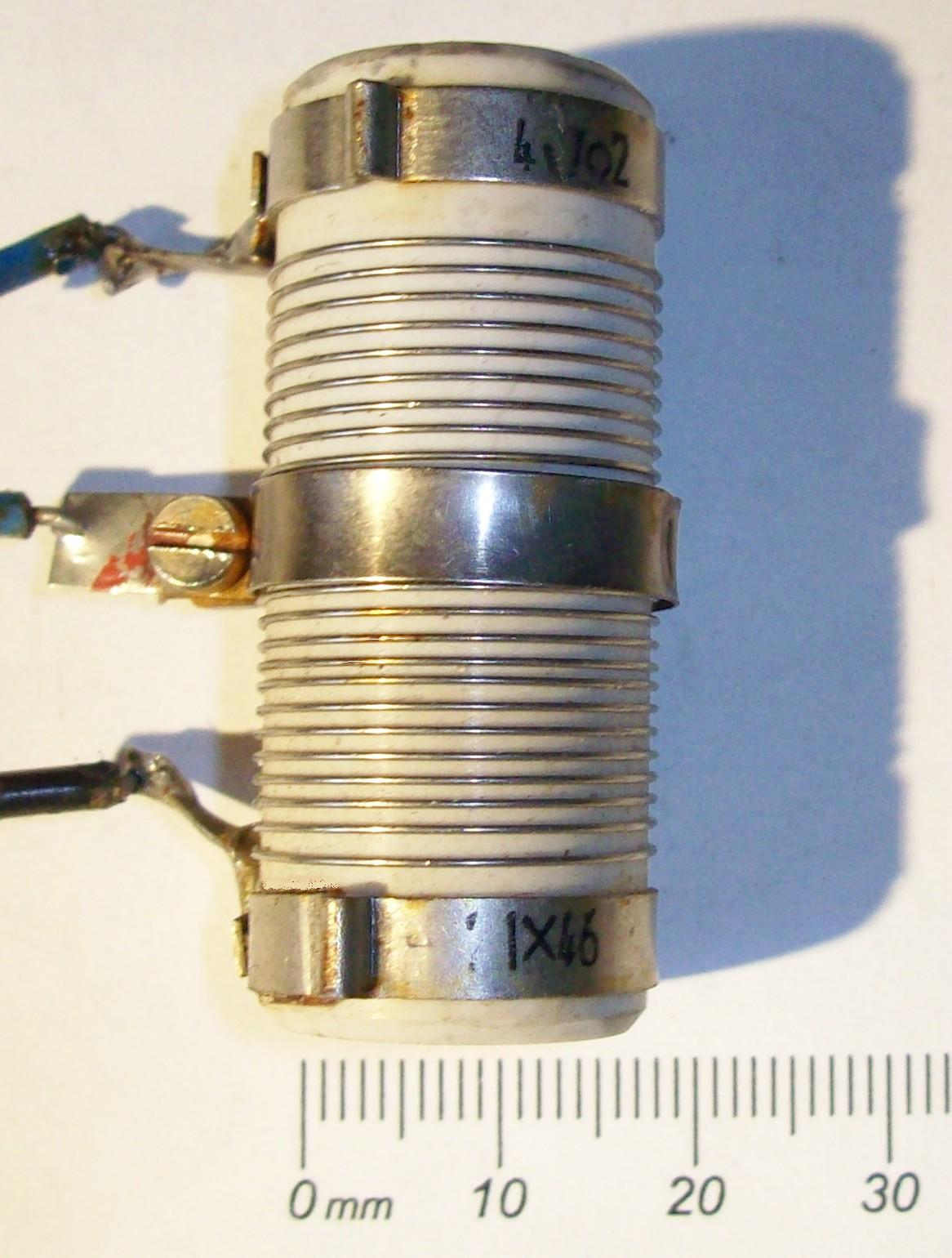
Un resistor de fil bobinat

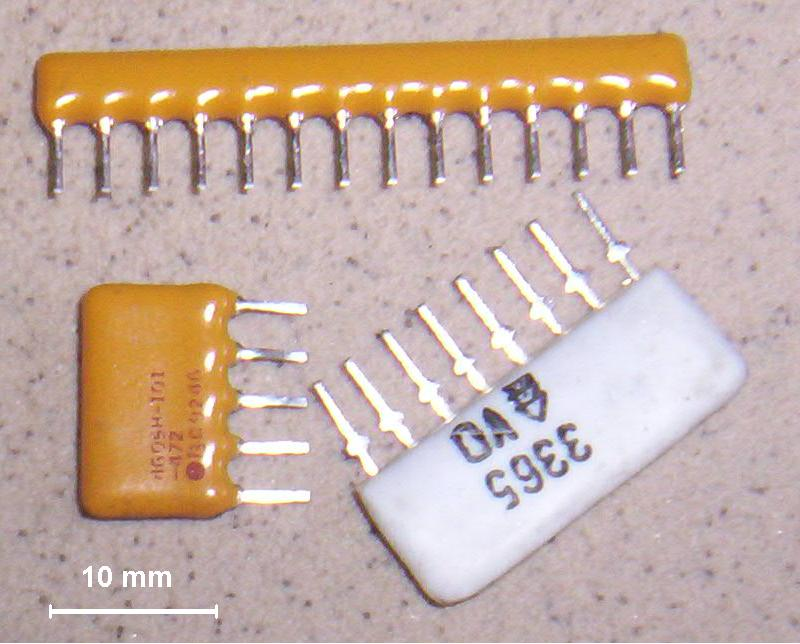
Resistors de pel·lícula prima en mòduls integrats de tipus SIL.

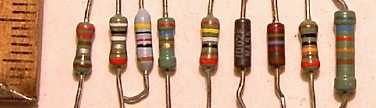
Resistències de pel·lícula metàl·lica.

Es construeixen amb un suport aïllant, habitualment un cilindre ceràmic, sobre el que es diposita una pel·lícula de carboni pur, d'un gruix inferior a un micròmetre. El valor de la resistència del component es determina per mitjà del gruix de la pel·lícula dipositada i pel tall amb làser d'un camí estret en forma d'hèlix sobre la pel·lícula per crear un llarg recorregut a seguir pel corrent, en augmentar la longitud del material variem la resistència. Després es protegeixen de la humitat i del desgast amb un vernís. Aquest tipus de resistor presenten potències entre 0,125 W i 5 W a 70 °C, mentre que la seva resistència varia entre 1 ohm i 10 megaohms, podem treballar a temperatures entre -55 i 155 °C i el seu màxim voltatge de treball oscil·la entre 200 i 600 volts.

#### Resistors de pel·lícula gruixuda o prima
Els resistors de pel·lícula gruixuda es van fer populars durant la dècada del 1970, i encara avui dia la majoria dels que s'utilitzen en circuits de tecnologia SMD (muntatge superficial) són d'aquest tipus. Malgrat el nom, la principal diferència entre els de pel·lícula prima i els de pel·lícula gruixuda, no és tant el gruix real de la pel·lícula de material sinó la manera com s'aplica al cilindre (en el cas dels resistors normals o axial) o a la superfície (en el cas dels resistors SMD), es parla de pel·lícula prima per gruixos de fins a 5 micròmetres i gruixuda quan passa d'aquest gruix. Aquestes tècniques permeten la integració de diversos resistors en un únic mòdul, hi ha dos grans grups, els mòduls de tipus SIL (Single In Line resistor) i els de tipus DIL (''Dual In Line resistor).
Els resistors de pel·lícula prima són fets per polvorització catòdica (un mètode de deposició en el buit) del material resistiu sobre un substrat aïllant. La pel·lícula és gravada d'una manera similar a l'antic procés (sostracció) per fer plaques de circuit imprès, és a dir, la superfície es cobreix amb un material fotosensitiu, es cobreix amb una pel·lícula amb el patró i és irradiat amb llum ultraviolada, i després la fotografia generada permetrà eliminar el material que no interessa. El materials utilitzats són de ceràmica metàl·lica (cermet) com el nitrur de tàntal (TaN), el diòxid de ruteni (Ru₂), l'òxid de plom (PbO), el níquel-crom (NiCr), o piroclors com el Bi₂Ru₂O₇ o el Bi₂Ir₂O₇.
El gruix de la pel·lícula pot ser controlat amb precisió però tot i així, després de la fabricació la resistència dels resistors de pel·lícula prima o gruixuda no és molt precisa, per això, per aconseguir un valor exacte, acostumen a ser retallats amb un làser abrasiu. Els resistors de pel·lícula prima solen especificar toleràncies de 0,1, 0,2, 0,5 o 1%, i presentar coeficients de temperatura de 5 a 25 ppm/K.
Als resistors de pel·lícula gruixuda s'utilitzen els mateixos tipus de ceràmica conductora que els indicats més amunt, però es barreja amb un sinteritzat (pols) de vidre i algun tipus de líquid de manera que el compost pugui ser serigrafiat. Aquest compost de vidre i ceràmica conductiva (cermet) es fon en un forn a uns 850 °C. Els primers que es van fabricar tenien toleràncies del 5%, però han millorat i a les darreres dècades la tolerància estàndard és del 2% o de l'1%. Els coeficients de temperatura dels resistors de pel·lícula gruixuda són alts, típicament ±200 o ±250 ppm/K; un canvi de temperatura de 40 kelvin pot canviar la resistència en un 1%.
Els resistors de pel·lícula prima són generalment molt més cars que els de pel·lícula gruixuda, per exemple, els de pel·lícula prima de tipus SMD amb toleràncies de 0,5%, i un coeficient de temperatura de 25 ppm/K són aproximadament dues vegades el més cars que els de pel·lícula gruixuda amb una tolerància de l'1% i un coeficient de temperatura de 250 ppm/K.

#### Resistors de pel·lícula metàl·lica
Avui dia aquest tipus de resistors són força habituals, normalment són recoberts de níquel-crom (NiCr) o d'altres materials de ceràmica metàl·lica (cermet) com els esmentats en l'apartat anterior. A diferència de resistències de pel·lícula prima, el material pot ser aplicat amb tècniques diferents de la polvorització catòdica (encara que aquesta també és una de les possible tècniques). A més el valor de la resistència es determina, de manera similar als resistors de pel·lícula de carbó, mitjançant el tall d'una hèlix a la pel·lícula de material resistiu. El resultat és una tolerància raonable (0,5, 1 ó 2%) i un coeficient de temperatura (habitualment) de 25 ó 50 ppm/K (parts per milió per kelvin).

#### Resistors bobinats
Els resistors bobinats es fan habitualment enrotllant un fil metàl·lic, usualment nicrom, al voltant d'un nucli de ceràmica, plàstic o fibra de vidre. Als extrems del fil se solden dues tapes o anelles a tocar del nucli. En conjunt es protegeix amb una capa de pintura, un plàstic o un esmalt endurit al forn a alta temperatura. Acostumen a tenir un diàmetre entre 0,6 i 0,8 mm. Als resistors de més potència s'utilitza una carcassa exterior de ceràmica o alumini amb l'objectiu de dissipar la calor produïda, els més grans poden arribar a 1000 watts.
Atès que els resistors bobinats actuen com un inductor electromagnètic presenten una inductància no desitjada més grans que altres tipus, malgrat les tècniques utilitzades en el bobinat per minimitzar-la.

### Resistors ajustables i variables

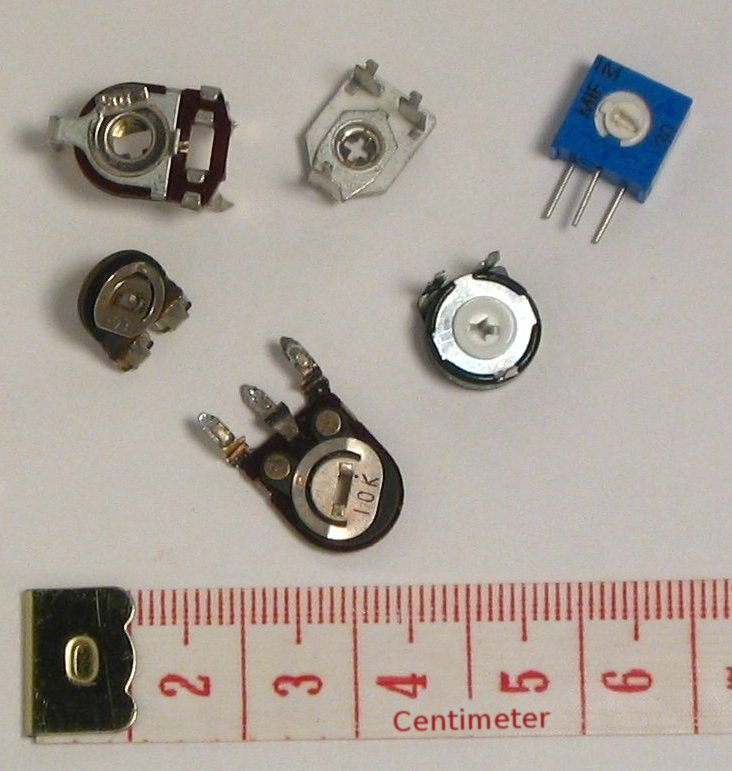
Resistors ajustables, s'utilitzen quan la necessitat d'ajust no és freqüent, es posen sobre la placa del circuit imprès i, per tant són poc accessibles.

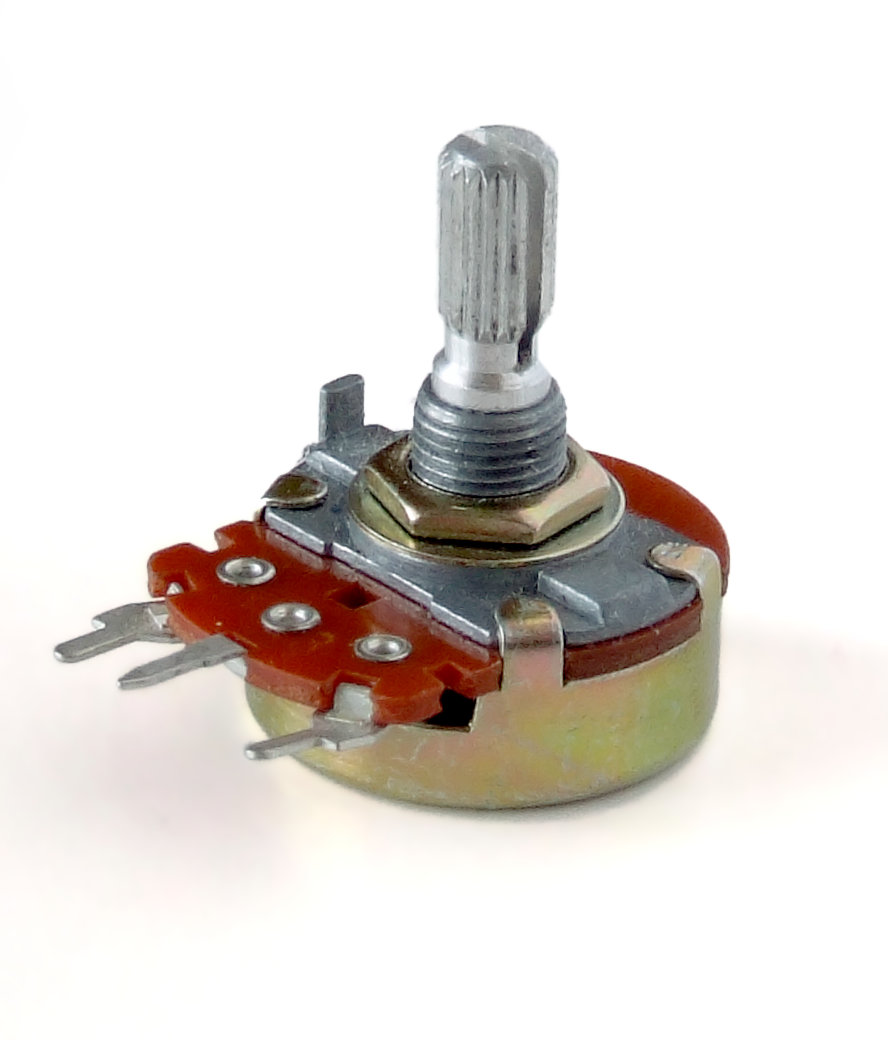
Un potenciòmetre.

Amb el terme de resistències ajustables es designa un tipus de resistor que permet una certa regulació dels paràmetres elèctrics de resistència, corrent i tensió, però només es pot ajustar un nombre limitat de vegades. Disposen de tres terminals, dos determinen una resistència R constant i el tercer és mòbil, de manera que és possible ajustar la resistència entre 0 i R en funció de la posició que ocupi aquest contacte mòbil.
Quan es parla de resistències variables en referim a un tipus de dispositiu que ha estat dissenyat per ser ajustat en qualsevol moment, i més específicament es parla de potenciòmetres i reòstats. Una resistència variable pot tenir un o més punts fixos de manera que la resistència es pot canviar movent els cables de connexió a diferents terminals. En altres casos pot haver un contacte lliscant que permet una variació contínua de la resistència. A banda d'aquests dispositius que utilitzen un sistema manual i mecànic d'ajust, també hi ha u altre tipus, són aquells que varien la seva resistència amb el canvi d'un altre paràmetre com la temperatura o la quantitat de llum que incideix sobre ells.
Un element freqüent als dispositius electrònics (receptors de ràdio, amplificadors de música, televisors, etc.) és un resistor de tres terminals ajustable contínuament per la rotació d'un eix, la variació pot ser lineal o logarítmica. Quan es connecten els tres terminals reben el nom de potenciòmetres, ja que actuen com un divisor de tensió ajustable contínuament. Un exemple comú és un control de volum per a un receptor de ràdio analògic.

## Identificació de les resistències
Donada la mida molt reduida, els fabricants indiquen el valor nominal de les resistències amb un codi de colors, però en el cas de les que s'utilitzen en muntatge superficial es prescindeix dels colors i es marquen els valors numèricament. La resistència elèctrica també es pot mesurar amb un òhmmetre o amb un polímetre.

### Identificació per bandes de color
El mètode d'identificació per colors més utilitzat segueix un codi de quatre bandes de color pintades al voltant de la resistència. Les dues primeres bandes corresponen als dos primers dígits del valor de la resistència; la tercera banda és un multiplicador; i la quarta correspon a la tolerància (A la pràctica les resistències que són a la venda no són perfectes i presenten una variació respecte del valor nominal que porten indicat). Cada color correspon a un determinat nombre, segons es mostra a la taula de sota.
| Color   | 1a banda | 2a banda | 3a banda (multiplicador) | 4a banda (tolerància) | Coeficient Temperatura |
| ------- | -------- | -------- | ------------------------ | --------------------- | ---------------------- |
| Negre   | 0        | 0        | ×100                     |                       |                        |
| Marró   | 1        | 1        | ×10¹                     | ±1% (F)               | 100 ppm                |
| Vermell | 2        | 2        | ×10²                     | ±2% (G)               | 50 ppm                 |
| Taronja | 3        | 3        | ×103                     |                       | 15 ppm                 |
| Groc    | 4        | 4        | ×104                     |                       | 25 ppm                 |
| Verd    | 5        | 5        | ×10⁵                     | ±0,5% (D)             |                        |
| Blau    | 6        | 6        | ×10⁶                     | ±0,25% (C)            |                        |
| Violeta | 7        | 7        | ×107                     | ±0,1% (B)             |                        |
| Gris    | 8        | 8        | ×108                     | ±0,05% (A)            |                        |
| Blanc   | 9        | 9        | ×10⁹                     |                       |                        |
| Or      |          |          | ×10-1                    | ±5% (J)               |                        |
| Plata   |          |          | ×10-2                    | ±10% (K)              |                        |
| Cap     |          |          |                          | ±20% (M)              |                        |

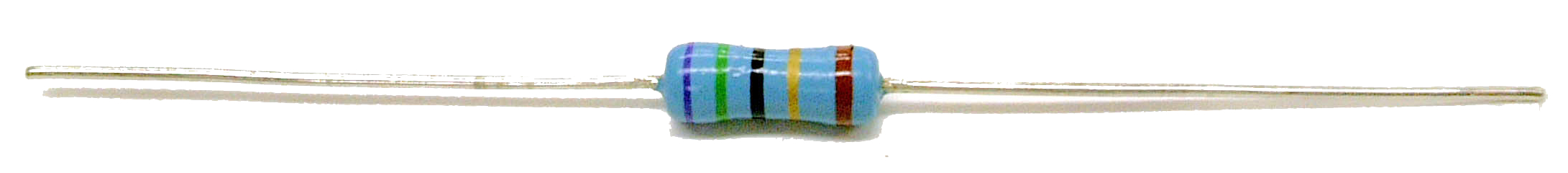
Resistència de 65 Ω i tolerància ±2%.

Per exemple verd-blau-groc-vermell seria 56 * 104 ohms = 56 * 10000 ohms = 560 kohms ±2%

### Valors nominals comercialitzats

Valors de la sèrie E12

Tot i que poden anar des de pocs mil·liohms fins al gigaohm, la indústria no fabrica qualsevol valor de resistència, al mercat només hi ha uns determinats valors de resistència que han estat normalitzats seguint una sèrie de Renard. La norma internacional IEC 60063, publicada per la Comissió Electrotècnica Internacional, defineix els valors estàndard per a les resistències i els condensadors. Els valors han estat agrupats en sèries que s'anomenen E6, E12, E24, E96 i E192, cada sèrie amb una tolerància típica. El nom informa del nombre d'elements que componen la sèrie entre 10 i 100 o entre 100 i 1000; així la sèrie E12 conté 12 valors diferents entre 10 i 100 mentre que la sèrie E24 és formada per 24 valors entre 10 i 100. Les sèries en combinació amb la tolerància típica de cadascuna permeten cobrir tots els valors possibles.
El nombre de valors van augmentant amb la precisió requerida. Per exemple, per a la sèrie E6 (per resistències amb una tolerància del 20%) es permeten sis valors: 10, 15, 22, 33, 47 i 68. Això significa que els valors d'aquesta sèrie poden ser múltiples de 10. Per exemple, alguns valors utilitzables poden ser 0,47 Ω, 4,7 Ω, 47 Ω, 470 Ω, 4,7 kΩ, 47 kΩ, 470 kΩ i així successivament.
Depenent de la tolerància permesa la norma IEC 60063 defineix els següents valors:
| Sèrie                                                                                  | E6 (20%)          | E12 (10%)                           | E24 (5%)                                                                | E48 (2%) | E96 (1%) | E192 (0,5%) |
| Valors                                                                                 | 10 15 22 33 47 68 | 10 12 15 18 22 27 33 39 47 56 68 82 | 10 11 12 13 15 16 18 20 22 24 27 30 33 36 39 43 47 51 56 62 68 75 82 91 | 100 105 110 115 121 127 133 140 147 154 162 169 178 187 196 205 215 226 237 249 261 274 287 301 316 332 348 365 383 402 422 442 464 487 511 536 562 590 619 649 681 715 750 787 825 866 909 953 | 100 102 105 107 110 113 115 118 121 124 127 130 133 137 140 143 147 150 154 158 162 165 169 174 178 182 187 191 196 200 205 210 215 221 226 232 237 243 249 255 261 267 274 280 287 294 301 309 316 324 332 340 348 357 365 374 383 392 402 412 422 432 442 453 464 475 487 499 511 523 536 549 562 576 590 604 619 634 649 665 681 698 715 732 750 768 787 806 825 845 866 887 909 931 953 976 | 100 101 102 104 105 106 107 109 110 111 113 114 115 117 118 120 121 123 124 126 127 129 130 132 133 135 137 138 140 142 143 145 147 149 150 152 154 156 158 160 162 164 165 167 169 172 174 176 178 180 182 184 187 189 191 193 196 198 200 203 205 208 210 213 215 218 221 223 226 229 232 234 237 240 243 246 249 252 255 258 261 264 267 271 274 277 280 284 287 291 294 298 301 305 309 312 316 320 324 328 332 336 340 344 348 352 357 361 365 370 374 379 383 388 392 397 402 407 412 417 422 427 432 437 442 448 453 459 464 470 475 481 487 493 499 505 511 517 523 530 536 542 549 556 562 569 576 583 590 597 604 612 619 626 634 642 649 657 665 673 681 690 698 706 715 723 732 741 750 759 768 777 787 796 806 816 825 835 845 856 866 876 887 898 909 919 931 942 953 965 976 988 |
| La sèrie E192 s'utilitza també per a resistors amb una tolerància del 0,25% i el 0,1%. |                   |                                     |                                                                         | | | |

### Resistències per a muntatge superficial

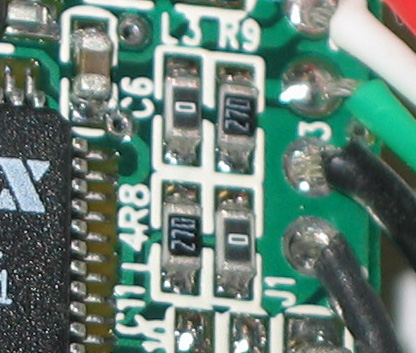
La imatge mostra quatre resistències en un muntatge superficial, noteu que hi ha dos de zero ohms que s'utilitzen com a ponts per tal que siguin posats per les mateixes màquines que les resistències.

Les resistències manufacturades per al muntatge superficial porten el seu valor numèric imprès. Normalment s'utilitza un codi de tres dígits al que els dos primers corresponen als dos dígits significatius del valor i el tercer és una potència de 10, el nombre de zeros a afegir. Per exemple:
| "334" | = 33 × 10.000 ohms = 330 quiloohms |
| "222" | = 22 × 100 ohms = 2,2 quiloohms    |
| "473" | = 47 × 1.000 ohms = 47 quiloohms   |
| "105" | = 10 × 100.000 ohms = 1 megaohm    |

Les resistències de menys de 100 ohms s'escriurien com 100, 220 o 470, el zero de la tercera posició representa 100, que és igual a 1. Per exemple:
| "100" | = 10 × 1 ohm = 10 ohms |
| "220" | = 22 × 1 ohm = 22 ohms |

Tot i que algunes vegades es marquen com "10" o "22" per evitar errors.
Les resistències de menys de 10 ohms porten una 'R' per indicar la posició del separador decimal. Per exemple:
| "4R7"  | = 4,7 ohms  |
| "0R22" | = 0,22 ohms |
| "0R01" | = 0,01 ohms |

Les resistències de precisió s'acostumen a marcar amb un codi de tres dígits, els tres primers són els dígits significatius del valor i el quart és una potència de 10. Per exemple:
| "1001" | = 100 × 10 ohms = 1 quiloohm     |
| "4992" | = 499 × 100 ohms = 49,9 quiloohm |
| "1000" | = 100 × 1 ohm = 100 ohms         |

"000", "0000" o 0 apareixen de vegades com a valors, no es tracta d'una resistència sinó d'un pont (un conductor té una resistència propera a zero) en forma de resistència per tal de poder utilitzar la mateixa maquinària per a la seva col·locació.